# Rudolf I de Würzburg
Rudolf I (d. 3 august 908) a fost episcop al Diecezei de Würzburg de la 892 până la moarte.
Rudolf era fiul cel mai tânăr al lui Udo of Neustria.
În 892, el a fost numit episcop de Würzburg în locul lui Arn, care fusese ucis în timpul unei campanii împotriva statului Moravia Mare. În aceeași vreme, fratele său Conrad "cel Bătrân" a devenit margraf de Thuringia, manevră reflectând influența deținută de familia lor (Conradinii) în Francia răsăriteană. Există probabilitatea ca regele Arnulf de Carintia să fi schimbat patronajul de la Casa de Babenberg la cea a Conradinilor, dat fiind că babenbergul Poppo de Thuringia a fost depus pentru campania nereușită, promovată la inițiativa episcopului Arn. Imediat după aceea a izbucnit disputa dintre cele două familii.
Rudolf a fost ucis în 908, în timpul luptei din Thuringia împotriva invadatorilor maghiari.